# Anne-Marie Day
Pour les articles homonymes, voir Day.
Anne-Marie Day, née le 2 février 1954 à Grande-Rivière (Québec), est une femme politique canadienne, députée de Charlesbourg—Haute-Saint-Charles à la Chambre des communes du Canada de 2011 à 2015 pour le Nouveau Parti démocratique.

## Biographie
Anne-Marie Day a obtenu un baccalauréat en éducation et une maîtrise de l'Université Laval en aménagement du territoire et développement régional. Elle a rédigé une thèse (1985) intitulée L'enfant face à son milieu : implantation d'un programme d'éducation mésologique dans une école primaire belge. Elle a été présidente du Regroupement des groupes de femmes de la Capitale-Nationale.
Lors de l'élection fédérale canadienne de 2008, elle est candidate du Nouveau Parti démocratique dans la circonscription de Charlesbourg—Haute-Saint-Charles, où elle obtient 13 % des votes.
Lors de l'élection fédérale du 2 mai 2011, elle est élue députée à la Chambre des communes du Canada dans la circonscription de Charlesbourg—Haute-Saint-Charles, sous l'étiquette du Nouveau Parti démocratique, obtenant 45 % des votes et défaisant le député conservateur sortant Daniel Petit.
De juin 2011 à avril 2012, elle est porte-parole adjointe du NPD en matière de ressources humaines et développement des compétences. Puis, d'avril 2012 à août 2013, elle est la porte-parole en matière d'assurance-emploi,. Elle devient alors porte-parole ajointe aux Travaux publics et Services gouvernementaux jusqu'en janvier 2015, puis porte-parole pour la Francophonie jusqu'à la dissolution du parlement en août 2015.
Lors de l'élection fédérale du 19 octobre 2015, elle est défaite dans la circonscription Charlesbourg—Haute-Saint-Charles, terminant au troisième rang derrière le conservateur Pierre Paul-Hus, élu, et le libéral Jean Côté.